# Чарівник (телесеріал)
«Чарівник» (англ. Spellbinder, пол. Dwa światy — «Два світи») — австралійсько-польський фентезійний телесеріал, знятий у 1995 році режисером Ноелем Прайсом.
В Україні прем'єра серіалу відбулася 23 листопада 1997 року на телеканалі «Інтер» з російським багатоголосим закадровим озвученням ТРК «Петербург — П'ятий канал». 2001 року повторні покази також транслювалися російською на «Новому каналі» з тим самим озвученням.
Серіал має сіквел під назвою «Чарівник: країна Великого дракона» знятий у 1997 році, який ніяк не поєднаний сюжетно з попереднім твором, за винятком головної негативної героїні Ашки й ідеї подорожей між паралельними світами.

## Сюжет
Шкільні друзі Пол (Збих Трофімюк), Алекс (Браян Руні) і Катріна (Мішель Нунан) вирушають разом з класом на екскурсію в шкільний табір, щоб спостерігати сонячне затемнення. Учителька показує печеру, в якій виникають дивні спалахи яскравого світла і навіть, за легендою, раніше спостерігали привидів. Катріна з подругою вирішують вночі побувати в таємничій печері. Дізнавшись про це, Алекс вмовляє Пола вирушити туди й зобразити привидів, щоб помститися Катріні за шантаж. Вони натягують між деревами металевий трос прямо біля лінії електропередачі. Цей трос стає причиною виникнення проходу в паралельний світ, куди з необережності і потрапляє Пол.
Паралельний світ нагадує європейське Середньовіччя. Владу в регіоні, куди потрапив Пол, утримує могутня група людей, які називають себе «чарівниками» та володіють розвиненими технологіями. Використовуючи страхи і невігластво населення, вони утримують владу, видаючи технології за магію. Із сюжету серіалу стає відомо, що чарівники не здатні відтворювати зброю й літаючі кораблі, які їм належать. Свої технології вони отримали від стародавніх чарівників — розвинутої цивілізації, яка загинула після настання «Великої темряви», що виникла в результаті застосування зброї масового ураження. Територія в паралельному світі, де відбувається дія серіалу, оточена зараженими пустками.
Опинившись у світі чарівників, Пол знаходить супутницю Ріану (Гося Петровська), він рятує її брата, який мало не потонув, а потім і все село від нападу «диких». Він потрапляє до в'язниці за крадіжку пристрою «голос», який виявився аналогом рації у світі чарівників. Однак він швидко стає об'єктом інтересу чародійки Ашки (Гізер Мітчелл), яка зрозуміла, що знання хлопчика можуть бути вкрай корисні. Вона намагається вивідати в нього секрет пороху, за допомогою якого вона змогла б захопити владу над усім світом, проте Ріана, яка потрапила в замок, щоб допомогти Полу, знайомиться з регентом Коріоном — одним із правителів — і пояснює йому всю ситуацію. Разом вони звільняють Пола з полону Ашки, але тут же потрапляють у полон до «диких». Їм відкривається інша сторона їхнього життя — це вигнанці-повстанці, які постраждали від навіженої влади чарівників і позбавлені можливості обробляти землі, змушені красти, щоб вижити. Із великими труднощами героям вдається помиритися з «дикими». Коріон повертається в замок, щоб розповісти про зраду та плани Ашки, проте вона викликає його на дуель й обманом перемагає. За умовою турніру Коріона виганяють у пустки, і його знову знаходять «дикі».
Тим часом у нашому світі Алекс і Катріна, єдині, хто знає, що сталося з Полом, шукають інформацію про паралельні світи. Декілька разів вони повертаються до печери і їм вдається встановити радіозв'язок, а потім за допомогою троса відновити умови для відкриття порталу. Борючись із Ашкою, Пол і Ріана потрапляють у наш світ. Тепер уже їй потрібно повернутися додому, але це буде неможливо, поки не полагодять пошкоджену вежу у світі чарівників.
Вона губиться в місті і знайомиться з бездомною Жозі та її братом, пізніше потрапляє спочатку в службу опіки, а потім у лікарню, адже її вважають божевільною. Пол й Алекс звільняють її за допомогою зброї. Ріана знову зустрічається з Жозі та її братом і допомагає їм дізнатися ім'я їхнього батька в міському архіві, так їй вдається повернути друзям батька, з яким ті були розлучені все життя.
Тим часом Коріон і сім'я Ріани пред'являють нарешті регентам докази змови проти них, Ашку позбавляють звання чарівника, проте вона тікає у світ Пола. Там вона збирається знайти технології для повалення влади у світі чарівників, для чого скоює великі крадіжки і влаштовує заворушення в місті. Полу з друзями вдається знищити обладунки Ашки. Після цього в неї народжується набагато більш підступний план. Вона забирає зі свого світу стародавні креслення обладунків і звертається до батька Пола — відомого науковця, видаючи себе за вдову археолога. Натхненний новим відкриттям, батько Пола робить для Ашки нові обладунки, які можуть не тільки випускати електричні заряди, але й, відштовхуючись від магнітного поля Землі, підіймати володаря в повітря. Лише коли обладунки повністю готові й Ашка отримує все, що їй потрібно, Полу вдається переконати батька в підступному задумі Ашки. Із великими труднощами їм вдається зупинити злодійку і відправити її у світ чарівників для відбування покарання, після чого Пол назавжди закриває прохід між світами, прибравши трос. Але у нього залишаються дані для створення нових силових обладунків.

## У ролях
- Збих Трофимюк — Пол Рейнольдс
- Гося Петровська — Ріана
- Браян Руні — Алекс Катсіонс
- Мішель Нунан — Катріна Магглтон
- Гізер Мітчелл — Ашка
- Ендрю Макфарлейн — Браян Рейнольдс
- Кшиштоф Кумор — Регент Корріон
- Ганна Дуновська — Регент Марна
- Йоахім Лямжа — Регент Лукан
- Рафал Звеж — Грівон
- Ленка Кріпач — Жозі
- Джорджина Фішер — Крістін Рейнольдс
- Анджей Грабарчик — Брон, батько Ріани
- Слава Михалевська — Маран, мати Ріани
- Станіслав Брейдигант — Глашатай, батько Гривона
- Петр Адамчик — Зандер
- Паула Форрест — Місс Гібсон
- Пітер Самнер — Містер Кеннет

## Знімальна група
- Художник-постановник: Ніколас МакКаллум
- Художники по костюмах: Марія Вілун, Джулі Міддлтон
- Оператори-постановники: Денні Баттерхам, Мартін МакГрат, Джофф Бертон ACS
- Монтажер: Піпа Андерсон
- Композитор: Єн Дейвідсон
- Асоційований продюсер: Денніс Кілі
- Виконавчі продюсери: Рон Сондерс, Кріс Нобле, Анджей Стомповський
- Автори ідеї та сценарію: Марк Ширрефс, Джон Томсон
- Продюсер та режисер: Ноель Прайс
  - Спільне виробництво: Australian Film Finance Corporation та Film Australia (Австралія), Telewizja Polska (Польща)